# A' Katīgoria 1997-1998
L'edizione 1997-1998 della A' Katīgoria (59ª del massimo campionato di calcio cipriota) vide la vittoria finale dell'Anorthosis, che conquistò il suo nono titolo, il secondo consecutivo.
Capocannoniere del torneo fu Rainer Rauffmann dell'Omonia con 42 reti.

## Formula
Le 14 squadre partecipanti hanno disputato il campionato incontrandosi in due gironi di andata e ritorno, per un totale di 26 giornate. Erano previste tre retrocessioni.

## Classifica finale
|  |    | Classifica finale   | G  | V  | N | P  | GF | GS | DR  | Punti |
|  | -- | ------------------- | -- | -- | - | -- | -- | -- | --- | ----- |
|  | 1  | Anorthōsis (C)(CC)  | 26 | 21 | 3 | 2  | 87 | 18 | +69 | 66    |
|  | 2  | Omonia              | 26 | 19 | 5 | 2  | 90 | 20 | +70 | 62    |
|  | 3  | Apollōn Limassol    | 26 | 16 | 7 | 3  | 50 | 25 | +25 | 55    |
|  | 4  | Ethnikos Achnas     | 26 | 13 | 8 | 5  | 35 | 28 | +7  | 47    |
|  | 5  | AEK Larnaca         | 26 | 9  | 7 | 10 | 42 | 40 | +2  | 34    |
|  | 6  | EN Paralimni        | 26 | 10 | 3 | 13 | 45 | 49 | -4  | 33    |
|  | 7  | APOEL               | 26 | 8  | 7 | 11 | 48 | 51 | -3  | 31    |
|  | 8  | Nea Salamis         | 26 | 10 | 1 | 5  | 43 | 59 | -16 | 31    |
|  | 9  | AEL Limassol        | 26 | 7  | 8 | 11 | 37 | 50 | -13 | 29    |
|  | 10 | Alkī Larnaca        | 26 | 9  | 2 | 15 | 46 | 65 | -19 | 29    |
|  | 11 | Evagoras Paphou     | 26 | 8  | 5 | 13 | 29 | 52 | -23 | 29    |
|  | 12 | Anagennīsī Deryneia | 26 | 7  | 6 | 13 | 37 | 65 | -28 | 27    |
|  | 13 | APOP Paphou         | 26 | 7  | 5 | 14 | 40 | 59 | -19 | 26    |
|  | 14 | Ethnikos Assia      | 26 | 3  | 3 | 20 | 28 | 76 | -48 | 12    |

G=Partite giocate; V=Vittorie; N=Nulle/Pareggi; P=Perse; GF=Goal fatti; GS=Goal subiti; DR=Differenza reti.
- (C): Campione nella stagione precedente
- (CC): Vince la Coppa di Cipro

### Verdetti
- Anorthosis Campione di Cipro 1997-98.
- Anagennisi Dherynia, APOP Paphos e Ethnikos Assia retrocesse in Seconda Divisione.

### Qualificazioni alle Coppe europee
- UEFA Champions League 1998-1999: Anorthosis qualificato al primo turno preliminare.
- Coppa delle Coppe 1998-1999: Apollon Limassol qualificato al turno preliminare come finalista di coppa.
- Coppa UEFA 1998-1999: Omonia qualificato al turno preliminare.
- Coppa Intertoto 1998: Ethnikos Achna qualificato